# 前三角洲國家公園

前三角洲国家公园地图

前三角洲國家公園（西班牙語：Parque Nacional Predelta）是阿根廷美索不达米亚地区的國家公園，位於恩特雷里奧斯省西南方向，距離迪亚曼特6公里，距离巴拉那46公里，这里是巴拉那三角洲的起点。1992年12月19日，通过第24.063号法建立，面積24.58平方公里，目的是保护巴拉那三角洲和岛屿生态区。

## 外部連結
- Administración de Parques Nacionales - National Parks Administration of Argentina